# Erdbeben in Chile 2010
Das Erdbeben in Chile 2010 war ein Megathrust-Erdbeben vor der Küste der Region Maule in Chile. Es ereignete sich am 27. Februar um 3:34 Uhr Ortszeit (6:34 Uhr UTC) etwa 105 km nordnordöstlich der Stadt Concepción. Dem Beben folgte ein Tsunami, der weite Küstenstriche der VII. und VIII. Region Chiles (Maule und Bío-Bío) heimsuchte. Das Beben hatte eine Stärke von 8,8 Mw auf der Momenten-Magnituden-Skala und war das stärkste Erdbeben in Chile seit fast 50 Jahren und das fünftstärkste (seit 2011 sechststärkste) Beben, das weltweit seit Beginn der seismischen Aufzeichnungen im Jahr 1900 je gemessen wurde. Chiles Präsidentin Michelle Bachelet rief für die betroffenen Gebiete den Katastrophenzustand aus. Das Hypozentrum des Bebens lag nach Schätzungen der US-Geologiebehörde USGS etwa 35 km unter der Erdoberfläche, andere Quellen sprechen von 47,4 bzw. 24 km. Innerhalb von 24 Stunden wurden nach Erkenntnissen der USGS mehr als 70 Nachbeben mit einer Stärke von mindestens 4,9 registriert, mehrere davon stärker als 6,0. An den folgenden Tagen ereigneten sich weitere mittelstarke bis starke Nachbeben; die stärksten wurden am 1. März mit 6,2 und am 5. März mit 6,6 gemessen.
Am 11. März wurde die Mitte Chiles abermals von mehreren schweren Erdstößen erschüttert, die von der US-Erdbebenwarte (NEIC) mit Stärken zwischen 4,9 und 6,9 gemessen wurden. Wiewohl dieses neuerliche Beben in Pressemeldungen vielfach als besonders schweres Nachbeben bezeichnet wurde, handelte es sich Erkenntnissen der Forscher der USGS zufolge um ein eigenständiges Ereignis (siehe Erdbeben in Pichilemu 2010).
Die durch das große Erdbeben vom 27. Februar hervorgerufenen regionalen tektonischen Spannungen verursachten in den nachfolgenden Monaten eine Vielzahl weiterer kleinerer und mittlerer Nach- und Folgebeben an den zentralchilenischen Küstenabschnitten. In diesem Zusammenhang steht auch das starke Erdbeben im Süden Zentralchiles nordwestlich von Temuco am 2. Januar 2011, das mit einer Stärke von 7,1 gemessen wurde, aber keine Opfer forderte. Zwei weitere Beben mit Stärken von bis zu 6,8 ereigneten sich am 12. Februar 2011 Einigen Forschern zufolge kann die anhaltende Unruhe im Erdinneren möglicherweise damit zusammenhängen, dass sich die Erdkruste in den durch das große Erdbeben von Februar 2010 betroffenen Gebieten nicht entspannt hat und das Potenzial für weitere schwere Erdbeben dadurch in bestimmten Zonen nicht geringer geworden, sondern eher gewachsen ist.

## Tektonischer Hintergrund

Die Nazca-Platte wird unter die Südamerikanische Platte subduziert.

Chile befindet sich am Rand der Südamerikanischen Platte, die ihrerseits an die Nazca-Platte grenzt. Die rein-ozeanische und dichtere Nazca-Platte wird unter die Südamerikanische Platte geschoben. Die Subduktionsbewegung von jährlich ca. 63 mm verursacht Reibungen und Spannungen, die sich in regelmäßigen plötzlichen Erdbeben lösen. Da sich Chile in der Nähe dieser Subduktionszone befindet, ereigneten sich hier immer wieder schwere und schwerste Erdbeben.
In den Küstenregionen Chiles sind starke Erdbeben deshalb nicht ungewöhnlich. Seit 1950 ereigneten sich hier über 25 Erdbeben, die eine Magnitude von mindestens 7,0 hatten. Unter diesen war das Erdbeben von Valdivia im Mai 1960 - mit einer Magnitude von 9,5 das schwerste seit Beginn der instrumentellen Aufzeichnungen registrierte Erdbeben. Es tötete nach Schätzung des USGS im Süden Chiles 1655 Personen und löste einen Tsunami aus, der den Pazifischen Ozean überquerte. Dadurch kamen weitere 61 Personen in Hawaii, Japan und auf den Philippinen ums Leben. Etwa 870 km weiter nördlich lag das Epizentrum des Magnitude-8,5-Erdbebens vom November 1922, das in der Mitte Chiles mehrere hundert Personen das Leben kostete und große Sachschäden verursachte. Auch durch das Erdbeben von 1922 wurde ein Tsunami ausgelöst. Dieser erreichte eine Amplitude von neun Meter und überflutete die chilenische Küstenstadt Coquimbo; er überquerte ebenfalls den Pazifik und hatte Auswirkungen auf Hilo, Hawaii.
Das Epizentrum des Erdbebens vom 27. Februar 2010 liegt etwa 230 km nördlich von dem des Erdbebens von Valdivia.

## Auswirkungen

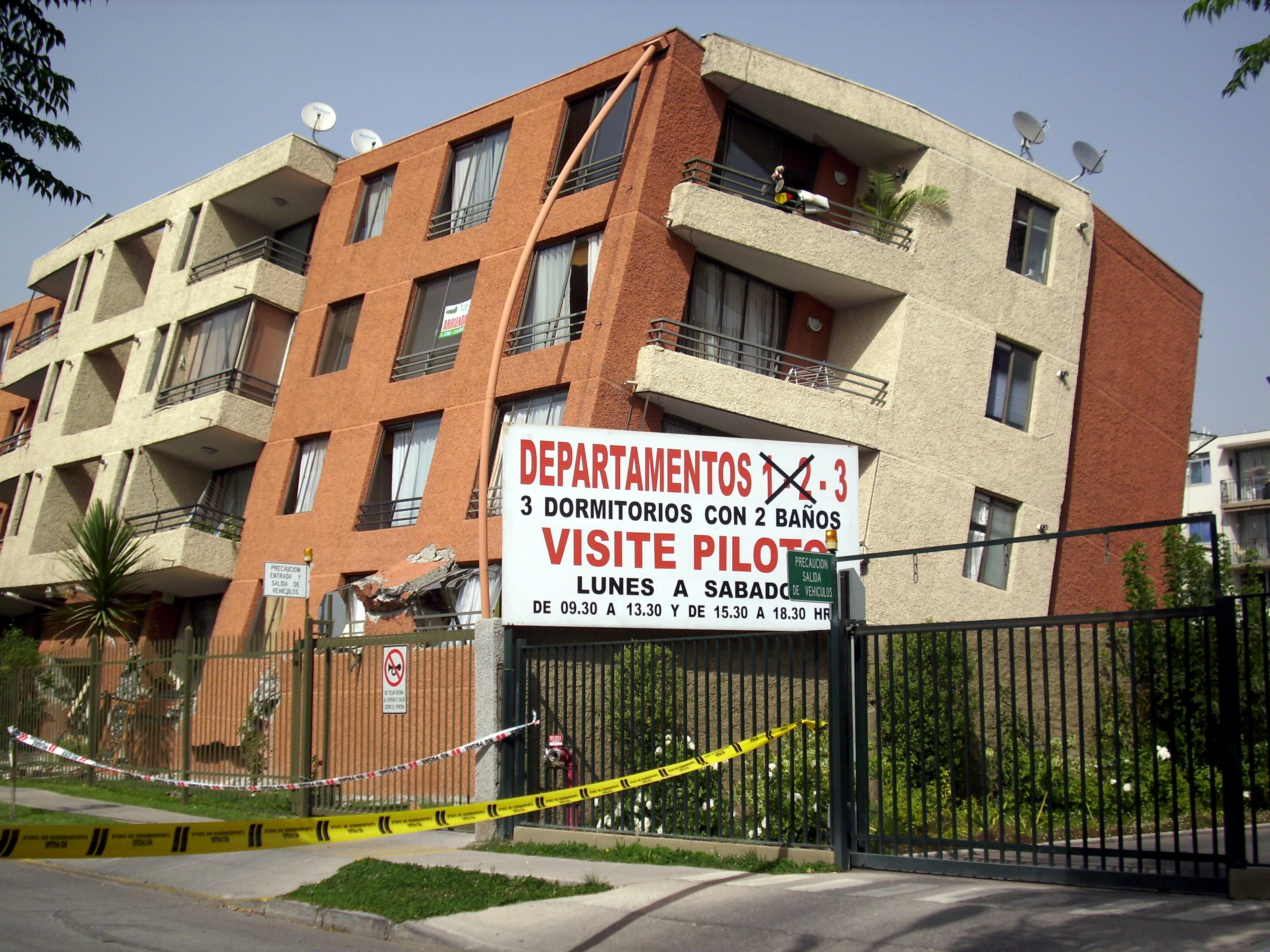
Eingestürztes Wohnhaus in Santiago

Den stärksten Bodenbeschleunigungen – Stufe VIII (zerstörerisch) der Mercalliskala – waren beim Hauptbeben die Städte Arauco und Coronel ausgesetzt. In der Hauptstadt Santiago de Chile, die etwa 325 km vom Epizentrum des Hauptbebens entfernt liegt, wurden am 27. Februar Bodenbeschleunigungen von 2,2 m/s2 gemessen (Mercalli-Stufe VII – sehr stark). Zahlreiche Gebäude wurden zerstört oder schwer beschädigt. Der internationale Flughafen Santiagos musste für mehrere Tage geschlossen werden. Strom- und Kommunikationsnetze brachen zusammen. Auch in großen Teilen Argentiniens und sogar im mehrere Tausend Kilometer entfernten São Paulo waren die Erdstöße deutlich spürbar.
Im 200-km-Radius um das Epizentrum des Hauptbebens leben mehr als drei Millionen Menschen. Die Angaben zur Zahl der durch das Erdbeben vom 27. Februar und den anschließenden Tsunami umgekommenen Menschen schwankten in den ersten Wochen nach der Katastrophe stark. Am 4. März korrigierten die chilenischen Behörden frühere Verlautbarungen, wonach rund 800 Opfer zu beklagen waren, stark nach unten, weil irrtümlich Tote und Vermisste zusammengezählt worden waren. Die am 15. Mai 2010 auf der Website des chilenischen Innenministeriums veröffentlichte endgültige Liste der Opfer der Katastrophe nennt 521 Todesopfer und 56 Vermisste namentlich.
Nach Angaben der chilenischen Präsidentin Bachelet in einer Ansprache am Abend des Katastrophentages waren zwei Millionen Menschen direkt von dem Beben betroffen. Etwa eine halbe Million Wohnungen wurden zerstört oder schwer beschädigt. Der Wiederaufbau in den betroffenen Gebieten könne bis zu vier Jahre dauern, erklärte die scheidende Staatschefin in der Woche nach dem Beben. Der Gesamtschaden wird auf rund 30 Milliarden Dollar geschätzt.
Aufgrund des Erdbebens wurde die Umstellung von Sommer- auf Winterzeit, die normalerweise am ersten Sonntag im März stattfindet, in Chile um einen Monat auf den 4. April 2010 verschoben. Damit sollen Nachteile vermieden werden, die sich aus dem früheren Einbruch der Abenddämmerung für die obdachlos campierenden bzw. von der Stromversorgung abgeschnittenen Menschen ergeben würden.
Wie Auswertungen von GPS-Messungen durch chilenische und US-amerikanische Geologen ergaben, hat das Erdbeben die Geografie Chiles und angrenzender Regionen deutlich verändert. Die Stadt Concepción wurde durch das Erdbeben um etwa drei Meter nach Westen verrückt. Die Hauptstadt Santiago schob sich um etwa 24 Zentimeter nach Westsüdwest. Auch Valparaíso und die argentinische Stadt Mendoza verschoben sich nach Angaben der Forscher „beträchtlich“.
In den ersten sechs Monaten nach dem Hauptbeben wurden 20.000 Nachbeben lokalisiert, von denen etwa 10.000 in der Nähe der Stadt Pichilemu (siehe Erdbeben in Pichilemu 2010) stattfanden.
Nach Modellberechnungen von Wissenschaftlern der US-Weltraumorganisation NASA resultiert aus den geologischen Massenverlagerungen infolge des Bebens eine Verschiebung der Erdachse um etwa acht Zentimeter und eine Beschleunigung der Erdrotation. Die Tageslänge verkürzt sich dadurch um rund 1,26 Mikrosekunden.

## Tsunami

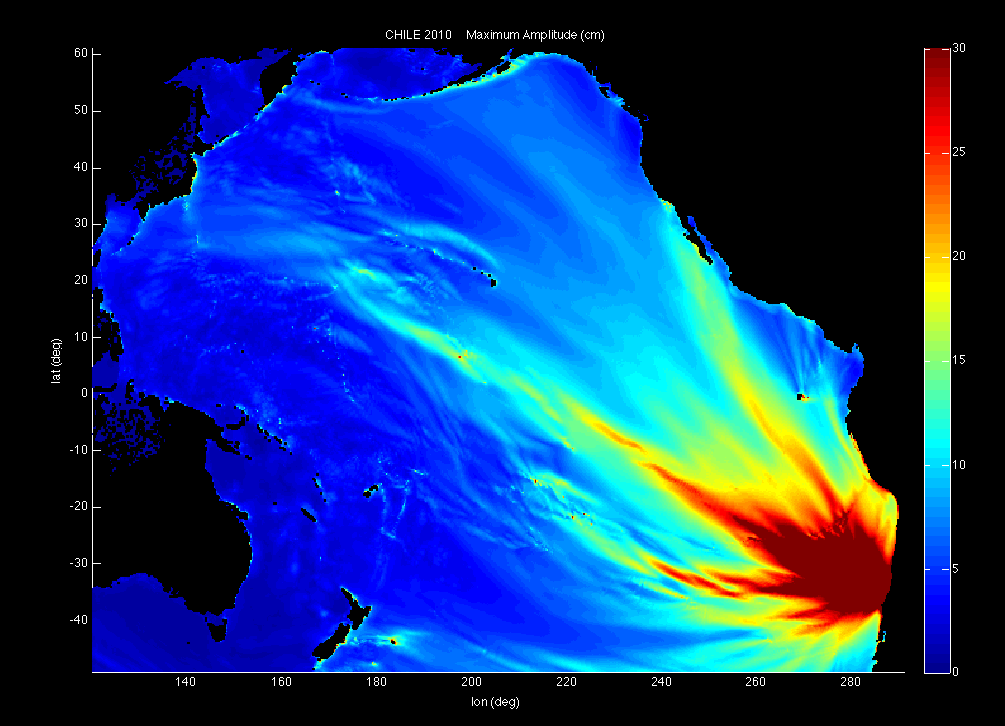
Diese Projektion des USGS verdeutlicht die erwartete Amplitude des Tsunami.

Das Erdbeben vom 27. Februar löste einen Tsunami aus. Er erreichte in kurzer Zeit verschiedene chilenische Hafenstädte: nach 19 Minuten Talcahuano, nach 34 Minuten Valparaíso, nach etwa drei Stunden Antofagasta. Neben den Küstengebieten des chilenischen Festlandes wurde auch die 600 km von der Küste entfernt liegenden Inselgruppe der Juan-Fernández-Inseln von einer großen Welle getroffen. Nach viereinhalb Stunden erreichten die Wellen die ebenfalls chilenische Osterinsel.
Für weite Teile des Pazifiks wurde eine Tsunami-Warnung ausgegeben. Sie erstreckte sich zeitweise auf 53 Staaten und Gebiete mit Küsten im Pazifischen Ozean. Es waren dies neben Chile und Peru unter anderem die an der Westküste Amerikas gelegenen Staaten Kolumbien, Costa Rica, Ecuador, El Salvador, Guatemala, Mexiko, Panama, die Westküste der Vereinigten Staaten einschließlich Alaska und Hawaii, die kanadische Provinz British Columbia, Australien und Neuseeland sowie alle Inselstaaten in Ozeanien. Die Tsunami-Warnung galt auch für die Ostküsten der asiatischen Staaten Indonesien, Japan, Russland und Teile der Philippinen sowie für Taiwan.
| Messstelle                                 | Koordinaten  | Uhrzeit | Amplitude |
| ------------------------------------------ | ------------ | ------- | --------- |
| Talcahuano, Chile                          | 36.7S 73.4W  | 006:53  | 2,34 m    |
| Valparaíso, Chile                          | 33.0S 71.6W  | 007:08  | 1,29 m    |
| Corral, Chile                              | 39.9S 73.4W  | 007:39  | 0,90 m    |
| San Félix, Chile                           | 26.3S 80.1W  | 008:15  | 0,53 m    |
| Ancud, Chile                               | 41.9S 73.8W  | 008:38  | 0,62 m    |
| Caldera, Chile                             | 27.1S 70.8W  | 008:43  | 0,45 m    |
| Coquimbo, Chile                            | 30.0S 71.3W  | 008:52  | 1,32 m    |
| Antofagasta, Chile                         | 23.2S 70.4W  | 009:41  | 0,49 m    |
| Arica, Chile                               | 18.5S 70.3W  | 010:08  | 0,94 m    |
| Osterinsel, Chile                          | 27.2S 109.5W | 012:05  | 0,35 m    |
| Quepos, Costa Rica                         | 9.4N 84.2W   | 014:16  | 0,24 m    |
| Baltra, Galápagos-Inseln, Ecuador          | 0.4S 90.3W   | 014:52  | 0,35 m    |
| Manzanillo, Mexiko                         | 19.1N 104.3W | 017:05  | 0,07 m    |
| Hiva Oa, Französisch-Polynesien            | 9.8S 139.0W  | 017:41  | 1,79 m    |
| Nuku Hiva, Französisch-Polynesien          | 8.9S 140.1W  | 017:45  | 0,95 m    |
| Papeete, Tahiti, Französisch-Polynesien    | 17.5S 149.6W | 018:10  | 0,16 m    |
| Cabo San Lucas, Mexiko                     | 22.9N 109.9W | 018:33  | 0,36 m    |
| Acapulco, Mexiko                           | 16.8N 99.9W  | 019:31  | 0,62 m    |
| Lottin Point, Neuseeland                   | 37.6S 178.2E | 019:34  | 0,15 m    |
| Pago Pago, Amerikanisch-Samoa              | 14.3S 170.7W | 020:27  | 0,70 m    |
| Monterey Harbor, Kalifornien               | 36.6N 121.9W | 020:31  | 0,32 m    |
| Santa Monica, Kalifornien                  | 34.0N 118.5W | 020:35  | 0,41 m    |
| San Diego, Kalifornien                     | 32.7N 117.2W | 020:36  | 0,13 m    |
| Kahului, Maui, Hawaii                      | 20.9N 156.5W | 021:47  | 0,98 m    |
| Santa Barbara, Kalifornien                 | 34.4N 119.7W | 021:50  | 0,53 m    |
| Barbers Point, Hawaii                      | 21.3N 158.1W | 021:57  | 0,52 m    |
| Honolulu, Oʻahu, Hawaii                    | 21.3N 157.9W | 022:00  | 0,25 m    |
| Sitka, Alaska                              | 57.1N 135.3W | 101:11  | 0,37 m    |
| Midwayinseln                               | 28.2N 177.4W | 101:37  | 0,28 m    |
| Wake                                       | 19.3N 166.6E | 102:59  | 0,26 m    |
| Guam                                       | 13.4N 144.7E | 103:07  | 0,16 m    |
| Dutch Harbor, Unalaska, Alaska             | 53.9N 166.5W | 103:25  | 0,35 m    |
| Hanasaki, Hokkaidō, Japan                  | 43.3N 145.6E | 105:51  | 0,45 m    |
| Ōfunato, Honshū, Japan                     | 39.0N 141.8E | 105:58  | 0,41 m    |
| Alle Zeitangaben in Koordinierter Weltzeit |              |         |           |

## Situation im Katastrophengebiet
An den Tagen nach dem Beben herrschten in den stark betroffenen Regionen zum Teil chaotische Zustände. Die Versorgungssituation gestaltete sich sehr schwierig, da Strom- und Wasserversorgung unterbrochen, Tankstellen und Supermärkte zerstört waren oder geschlossen blieben. Auch viele Krankenhäuser wurden stark beschädigt; neun davon mussten geräumt werden (u. a. in Talca und Constitución). Vielerorts konnten zunächst nur ausgewählte Notfälle medizinisch versorgt werden. In Chillán gelang ca. 300 Strafgefangenen die Flucht aus dem beschädigten Gefängnis der Stadt.
Besonders kritisch stellte sich die Lage in den vom Tsunami verwüsteten Küstenorten der VII. und VIII. Region (etwa Constitución, Dichato, Iloca, Pelluhue) dar, wo Hilfskräfte zum Teil erst sehr spät oder gar nicht eintrafen. In Concepción, Talca und anderen Orten kam es bereits unmittelbar nach dem Beben zu ersten Plünderungen, Vandalismus und Raubüberfällen, was ab Sonntag zur Bildung von Bürgerwehren führte. Am 28. Februar wurde daraufhin in Concepción und einen Tag später auch in Talca eine nächtliche Ausgangssperre verhängt, was zur Beruhigung der Lage beitrug. Um die Ordnung wiederherzustellen, entsandte die Regierung insgesamt 14000 Soldaten, die zwei Tage nach dem Beben im Notstandsgebiet eintrafen. Am 2. März konnte in großen Teilen der Katastrophenregion (darunter Chillán und Talca) die Stromversorgung wieder hergestellt werden, in Concepción erst zwei Tage später. Auch am 16. März waren um Concepción noch mehrere hunderttausend Einwohner ohne fließendes Wasser. Am 3. März kamen erstmals in größerem Umfang staatlich organisierte Hilfsgüterlieferungen in das Notstandsgebiet.
Mit dem Einsatz des Militärs stabilisierte sich die Sicherheitslage in den Städten zusehends. Am 9. März öffneten in Teilen der betroffenen Gebiete in Maule die Banken wieder für den Publikumsverkehr und begannen mit der Auszahlung von ausstehenden Gehalts- und Pensionsgeldern an die Bevölkerung.